# Klay Thompson
Klay Alexander Thompson (Los Angeles, 8 februari 1990) is een Amerikaanse professionele basketballer die voor de Dallas Mavericks speelt.

## Carrière
Thompson werd geboren in Los Angeles als zoon van Julie en Mychal Thompson. Zijn moeder was een volleybalspeelster tijdens haar universiteitsjaren en zijn vader werd als eerste verkozen tijdens de NBA draft van 1978. Toen Thompson twee was, verhuisde de familie Thompson naar Lake Oswego in Oregon. Hier was hij goed bevriend met Kevin Love, die later ook in de NBA ging spelen. Hij verhuisde op zijn veertiende verhuisde met zijn familie nogmaals, naar Ladera Ranch, Californië, waar hij in 2008 afstudeerde aan de Santa Margharita Catholic High School in Rancho San Margharita.
Thompson speelde in het team van de Santa Margharita High School en tijdens een van de wedstrijden verbrak hij het record voor meeste driepunters in een wedstrijd. Hij maakte er zeven. Later speelde hij in het team van Washington State University, de Washington State Cougars. Tijdens deze periode werd hij meermaals geselecteerd voor het All-Pac-10 First Team. Dit is een team bestaande uit de beste spelers van dat jaar. Na zijn jaren op de universiteit werd hij tijdens de NBA draft van 2011 geselecteerd door de Golden State Warriors als elfde. De manager van de club, Larry Riley, prees Thompson voor zijn vaardigheden en liet weten dat hij er zeker van was dat Thompson zijn verdediging zou verbeteren met coach Mark Jackson.
In zijn eerste seizoen verbeterde Thompson al zijn statistieken, van driepuntpercentage tot rebounds per wedstrijd, gingen omhoog. Uiteindelijk werd hij hetzelfde seizoen verkozen voor het NBA All-Rookie First Team. Na een wedstrijd in 2013 waarbij Thompson 32 punten scoorde, zei hoofdcoach Mark Jackson dat hij en Stephen Curry het best schietende duo in de NBA waren. Datzelfde seizoen nog maakte het duo 483 driepunters, een nieuw record. Toch verloren ze tijdens de play-offs van de San Antonio Spurs. Gedurende het volgende seizoen 2013/14 maakten de Splash Brothers 484 driepunters, waarmee ze hun vorig record met één verbroken. Weer werden ze geëlimineerd tijdens de play-offs, door de Los Angeles Clippers.
Tijdens het seizoen van 2014/15 verbrak hij weer een aantal persoonlijke records, maar daarnaast verbrak hij ook twee NBA-records. Bovendien verbraken hij en Curry weer hun vorige record voor meeste driepunters in één seizoen met 525, wat een verbetering was van veertig driepunters. Datzelfde seizoen wonnen de Warriors de NBA-titel door in de finale over zes wedstrijden te winnen van de Cleveland Cavaliers van LeBron James (4–2). Dit was voor de Golden State Warriors de eerste NBA-titel in veertig jaar. Thompson en zijn ploeggenoten bereikten ook in 2015/16, 2016/17 en 2017/18 de NBA-finale en ook alle drie die keren was Cleveland de tegenstander. De Warriors en hij wonnen daarbij in 2016/17 en 2017/18 hun tweede en derde titel in vier jaar.
In de finale wedstrijd 6 van de NBA Finals geraakte hij zwaar geblesseerd aan zijn knie. Aan het eind van het seizoen tekende hij een contractverlenging ter waarde van 190 miljoen. Hij miste door complicaties en terugvallen in revalidatie het hele seizoen 2019/20 en 2020/21, hij werd korte tijd in 2021 gestuurd naar de Santa Cruz Warriors samen met James Wiseman. Hij keerde pas terug op 9 januari 2022 in een wedstrijd tegen de Cleveland Cavaliers, aan het eind van het seizoen werd hij met de Warriors voor een vierde keer NBA-kampioen.
Thompson was lid van het Amerikaans nationaal team dat tijdens de Olympische Spelen van 2016 goud won en van de ploeg die twee jaar eerder het wereldkampioenschap won.

## Erelijst
- NBA-kampioen: 2015, 2017, 2018, 2022
- NBA All-Star: 2015, 2016, 2017, 2018, 2019
- All-NBA Third Team: 2015, 2016
- NBA All-Defensive Second Team: 2019
- NBA Three-Point Contest: 2016
- NBA All-Rookie First Team: 2012
- Wereldkampioenschap: 2014
- Olympische Spelen: 2016
- Nummer 1 teruggetrokken door de Washington State Cougars

## Statistieken

### Reguliere Seizoen
| Seizoen  | Team                  | WG  | WS  | MPW  | 2P%  | 3P%  | FW%   | RPW | APW | SPW | BPW | PPW  |
| -------- | --------------------- | --- | --- | ---- | ---- | ---- | ----- | --- | --- | --- | --- | ---- |
| 2011/12  | Golden State Warriors | 66  | 29  | 24,4 | 44,3 | 41,4 | 86,8  | 2,4 | 2,0 | 0,7 | 0,3 | 12,5 |
| 2012/13  | Golden State Warriors | 82  | 82  | 35,8 | 42,2 | 40,1 | 84,1  | 3,8 | 2,2 | 1,0 | 0,5 | 16,6 |
| 2013/14  | Golden State Warriors | 81  | 81  | 35,4 | 44,4 | 41,7 | 79,5  | 3,1 | 2,2 | 0,9 | 0,5 | 18,4 |
| 2014/15  | Golden State Warriors | 77  | 77  | 31,9 | 46,3 | 43,9 | 87,9  | 3,2 | 2,9 | 1,1 | 0,8 | 21,7 |
| 2015/16  | Golden State Warriors | 80  | 80  | 33,3 | 47,0 | 42,5 | 87,3  | 3,8 | 2,1 | 0,8 | 0,6 | 22,1 |
| 2016/17  | Golden State Warriors | 78  | 78  | 34,0 | 46,8 | 41,4 | 85,3  | 3,7 | 2,1 | 0,8 | 0,5 | 22,3 |
| 2017/18  | Golden State Warriors | 73  | 73  | 34,3 | 48,8 | 44,0 | 83,7  | 3,8 | 2,5 | 0,8 | 0,5 | 20,0 |
| 2018/19  | Golden State Warriors | 78  | 78  | 34,0 | 46,7 | 40,2 | 81,6  | 3,8 | 2,4 | 1,1 | 0,6 | 21,5 |
| 2021/22  | Golden State Warriors | 32  | 32  | 29,4 | 42,9 | 38,5 | 90,2  | 3,9 | 2,8 | 0,5 | 0,5 | 20,4 |
| Carrière | Carrière              | 647 | 610 | 32,9 | 45,8 | 41,7 | 84,9  | 3,5 | 2,3 | 0,9 | 0,5 | 19,5 |
| All-Star | All-Star              | 5   | 1   | 20,4 | 37,9 | 37,9 | 100,0 | 5,0 | 3,4 | 0,4 | 0,0 | 12,6 |

### Play-offs
| Seizoen  | Team                  | WG  | WS  | MPW  | 2P%  | 3P%  | FW%  | RPW | APW | SPW | BPW | PPW  |
| -------- | --------------------- | --- | --- | ---- | ---- | ---- | ---- | --- | --- | --- | --- | ---- |
| 2012/13  | Golden State Warriors | 12  | 12  | 41,3 | 43,7 | 42,4 | 83,3 | 4,6 | 1,8 | 1,0 | 0,6 | 15,2 |
| 2013/14  | Golden State Warriors | 7   | 7   | 36,7 | 40,8 | 36,4 | 79,2 | 3,4 | 3,6 | 1,0 | 0,7 | 16,4 |
| 2014/15  | Golden State Warriors | 21  | 21  | 36,2 | 44,6 | 39,0 | 80,0 | 3,9 | 2,6 | 0,8 | 0,9 | 18,6 |
| 2015/16  | Golden State Warriors | 24  | 24  | 35,4 | 44,4 | 42,2 | 85,4 | 3,7 | 2,3 | 1,1 | 0,4 | 24,3 |
| 2016/17  | Golden State Warriors | 17  | 17  | 35,0 | 39,7 | 38,7 | 78,8 | 3,9 | 2,1 | 0,8 | 0,3 | 15,0 |
| 2017/18  | Golden State Warriors | 21  | 21  | 37,8 | 46,5 | 42,7 | 87,1 | 4,1 | 1,8 | 0,8 | 0,3 | 19,6 |
| 2018/19  | Golden State Warriors | 21  | 21  | 39,0 | 45,6 | 44,3 | 90,2 | 4,1 | 2,1 | 1,3 | 0,7 | 20,7 |
| 2021/22  | Golden State Warriors | 22  | 22  | 36,0 | 42,9 | 38,5 | 86,7 | 3,9 | 2,3 | 1,1 | 0,7 | 19,0 |
| Carrière | Carrière              | 145 | 145 | 37,0 | 44,0 | 41,0 | 84,3 | 3,9 | 2,2 | 1,0 | 0,6 | 19,2 |

4 Jimmy Butler · 
5 Kevin Durant · 
6 DeAndre Jordan · 
7 Kyle Lowry · 
8 Harrison Barnes · 
9 DeMar DeRozan · 
10 Kyrie Irving · 
11 Klay Thompson · 
12 DeMarcus Cousins · 
13 Paul George · 
14 Draymond Green · 
15 Carmelo Anthony · 
Coach Mike Krzyzewski
1 Kuzmić ·
4 Rush ·
5 Speights ·
7 Holiday ·
9 Iguodala ·
10 Lee ·
11 Thompson ·
12 Bogut ·
19 Barbosa ·
20 McAdoo ·
23 Green ·
30 Curry ·
31 Ezeli ·
34 Livingston ·
40 Barnes ·
Coach Kerr
0 McCaw ·
1 McGee ·
3 West ·
5 Looney ·
9 Iguodala ·
11 Thompson ·
15 Jones ·
20 McAdoo ·
21 Clark ·
22 Barnes ·
23 Green ·
27 Pachulia ·
30 Curry ·
34 Livingston ·
35 Durant ·
Coach Kerr
0 McCaw ·
1 McGee ·
2 Bell ·
3 West ·
4 Cook ·
5 Looney ·
6 Young ·
9 Iguodala ·
11 Thompson ·
15 Jones ·
23 Green ·
25 Boucher ·
27 Pachulia ·
30 Curry ·
34 Livingston ·
35 Durant ·
Coach Kerr
00 Kuminga ·
0 Payton ·
1 Lee ·
2 Chiozza ·
3 Poole ·
4 Moody ·
5 Looney ·
8 Bjelica ·
9 Iguodala ·
11 Thompson ·
12 Weatherspoon ·
22 Wiggins ·
23 Green ·
30 Curry ·
32 Porter ·
33 Wiseman ·
95 Toscano-Anderson ·
Coach Kerr